# Смесителен пулт
Смесителният пулт (англ. аудио миксер, нем. мишпулт) е електронно устройство за смесване (нем. мишунг), пренасочване и корекция на параметрите на аудио сигнали.

## Входни канали
Смесителният пулт притежава няколко входни канала с опции за предусилване, тонкорекция (мишпултовете от висок и среден клас често притежават тонкоректор с една или две параметрични честотни ленти), стерео панорама, изходно ниво на сигнала, индикатори за премодулация на входния и изходния сигнал. Често част или всички канали имат вграден микрофонен предусилвател с фантомно захранване. Съвременните мишпултове често включват вграден ефект-процесор с цифрови ефекти, вкл. дилей, хорус, реверберация, компресор.

## Master секция
Входните канали се сумират в една или повече смесителни шини (mixing bus), които се регулират в master секцията. Изходните сигнали от шините могат да бъдат подадени на усилвател, звукозаписно устройство и пр.

## Aux send/return
Двойката вход-изход send/return се използва за включване на външни устройства (обикновено ефект — реверб, компресор) по пътя на сигнала. Обикновено такъв вход има един на смесителна шина, а смесителните пултове от висок клас често имат send/return за всеки канал. За свързване на монофоничен сигнал често се използва единичен стерео жак и кабел, като сигналът от пулта се подава (send) по единия проводник на кабела, а обработеният сигнал се връща (return) по другия.